# آيت قسو الغزاونة (الخزازنة آيت قسو)
آيت قسو الغزاونة هو دُوَّار يقع بجماعة سيدي عبد الرزاق، إقليم الخميسات، جهة الرباط سلا القنيطرة في المملكة المغربية. ينتمي الدوّار لمشيخة الخزازنة آيت قسو التي تضم 6 دواوير. يقدر عدد سكانه بـ 1113 نسمة حسب الإحصاء الرسمي للسكان والسكنى لسنة 2004.

## وصلات خارجية
- البوابة الوطنية للجماعات الترابية
- المندوبية السامية للتخطيط